# Sara Hernández
Sara Hernández Barroso, née le 13 novembre 1976 à Madrid, est une femme politique espagnole membre du Parti socialiste ouvrier espagnol (PSOE).
Elle est maire de Getafe depuis juin 2015 et secrétaire générale du Parti socialiste ouvrier espagnol de la Communauté de Madrid entre 2015 et 2017.

## Biographie

### Formation et parcours professionnel
Résidant à Getafe depuis ses 8 ans, elle s'inscrit en droit à l'université Charles III. Elle y obtient tout d'abord une licence, puis un master en communication institutionnelle et politique.
Elle devient ensuite avocate et travaille dans deux cabinets distincts. Elle est en tout d'abord spécialisée en droit du travail, puis elle s'oriente vers le droit civil.
À la fin de l'année 2003, elle est recrutée à la mairie de Getafe, occupant le poste de directrice des Relations institutionnelles.

### Rapides débuts en politique
Pour les élections municipales du 27 mai 2007, le maire socialiste Pedro Castro la place en deuxième position sur sa liste. Élue, elle est nommée première adjointe au maire, déléguée à la Présidence, aux Femmes, à l'Égalité et à la Sécurité publique, et porte-parole du groupe socialiste.

### Passage dans l'opposition
À l'issue de son mandat, elle est de nouveau candidate au cours du scrutin du 22 mai 2011, en sixième position sur la liste socialiste. La gauche perd cependant sa majorité absolue, une première depuis 1979. Elle cède alors son rôle de porte-parole socialiste à Pedro Castro.
Pour les élections générales anticipées du 20 novembre 2011, elle est investie en dix-septième position sur la liste du PSOE dans la Communauté de Madrid, mais celle-ci ne totalise que dix élus au soir de l'élection.

### Cadre du PSOE de Getafe
En avril 2012, elle est élue, à 35 ans, secrétaire générale de la section de Getafe avec 55 % des voix, contre deux autres candidats et un taux de participation de 77 %. Au cours de l'année 2014, elle retrouve ses fonctions de porte-parole du groupe socialiste à la mairie, puis se fait investir tête de liste pour les élections municipales suivantes. En février 2015, elle est nommée au sein de la direction provisoire du Parti socialiste de Madrid-PSOE (PSM-PSOE) présidée par Rafael Simancas.

### Maire de Getafe
Au cours de l'élection, qui se tient le 24 mai 2015, les socialistes obtiennent 27,3 % des voix et 8 élus sur 27. Toutefois, Sara Hernández est investie maire de Getafe le 13 juin suivant, avec l'appui de la liste citoyenne « Getafe Maintenant » et de la Gauche unie (IU), qui cumulent également 8 sièges. Elle est ainsi la première femme à diriger la sixième ville de la Communauté de Madrid.

### Secrétaire générale du PSOE-M
Elle fait l'annonce, le 30 juin, de sa candidature aux primaires internes du PSM-PSOE, convoquées le 26 juillet en vue d'élire un nouveau secrétaire général, étant considérée comme la candidate de la direction nationale. Le 7 juillet, à la suite du vote des traitements des élus en conseil municipal, « Getafe Maintenant » annonce la rupture de l'accord d'investiture puisque les montants approuvés n'y sont pas conformes, tandis qu'elle explique chercher un gouvernement efficace et accomplir strictement le pacte conclu.
Elle dépose ses parrainages militants le 10 juillet suivant, comptant avec l'appui de plus de 5 000 adhérents à jour de cotisation, contre environ 3 000 pour son unique adversaire, le député régional Juan Segovia, ce qui fait d'elle la favorite de l'élection.
Le jour de l'élection, elle totalise 3 693 voix, soit 57,7 % des exprimés dans le cadre d'une faible participation de 42,6 % des inscrits ; elle s'impose dans les grosses sections de Fuenlabrada, Mostoles ou encore Alcalá de Henares.
Le 7 septembre 2017, alors que prend fin la période d'enregistrement des pré-candidatures aux primaires pour l'élection du nouveau secrétaire général, elle renonce à postuler à sa succession et apporte son soutien à José Manuel Franco, désormais considéré comme favori et proche de Pedro Sánchez.